# شهرداری خلیل‌آباد (ایران)
شهرداری خلیل‌آباد سازمانی عمومی غیردولتی است که مسئولیت اجرایی مدیریت شهری در خلیل‌آباد را بر عهده دارد. شهرداری خلیل‌آباد در سال ۱۳۴۶ تأسیس شد. عباس پاکدل شهردار کنونی این شهر است.